# Veado-campeiro
O veado-campeiro (nome científico: Ozotoceros bezoarticus) é um mamífero ruminante da família dos cervídeos e único representante do gênero Ozotoceros. Semelhante fisicamente ao cervo-do-pantanal (Blastocerus dichotomus), é geneticamente próximo ao cervo-andino-do-norte (Hippocamelus antisensis). Ocorria exclusivamente em áreas abertas da latitude 5º a 41º S, mas atualmente as populações estão fragmentadas e reduzidas, ocorrendo em algumas localidades do Brasil, Argentina, Bolívia, Paraguai e Uruguai.
É um cervídeo de porte médio, medindo até 120 centímetros de comprimento e pesando 40 quilos. Machos são um pouco mais pesados e apresentam chifres com três pontas. São animais de hábitos diurnos e pouco sociais, vivendo em áreas que variam de 0,181 a 175 quilômetros quadrados. É um pastador-podador, alimentando-se de inúmeras espécies vegetais, principalmente gramíneas, incluindo cultivos agrícolas. Seus predadores são a onça-pintada (Panthera onca), a onça-parda (Puma concolor) e filhotes podem ser predados pela jaguatirica (Leopardus pardalis) e pelo lobo-guará (Chrysocyon brachiurus). A gestação dura cerca de 7 meses e dá à luz um filhote por vez, que pesa cerca de 2 quilos. A maturidade sexual é alcançada com 14 meses de idade em média.
Não é considerado como ameaçado de extinção pela União Internacional para a Conservação da Natureza (UICN), sendo avaliado como espécie quase ameaçada, alertando para um perigo de extinção futuro. Entretanto, todas as avaliações dos países em que ocorre o consideram em algum grau de ameaça, estando criticamente em perigo em alguns locais, como no Uruguai, Rio Grande do Sul, Paraná, Minas Gerais e São Paulo, estando provavelmente extinto do Paraguai, devido principalmente à destruição do habitat para dar lugar a plantações de Eucalyptus e Pinus, criações de ovinos e caça furtiva. Apesar de já ter existido aos milhões, as populações atuais estão isoladas geograficamente e reduzidas, sendo abundantes apenas no Pantanal e áreas de Cerrado. A população em cativeiro é reduzida e pouco sistematizada, dificultando projetos de reintrodução.

## Etimologia
O veado-campeiro também é conhecido por veado-branco, veado-galheiro ou simplesmente veado. Veado-campeiro faz alusão a ser encontrado somente em ambientes abertos. Veado-galheiro é uma referência a suas galhadas. O nome indígena suaçutinga vem do termo tupi para "veado branco", suasu'tinga. Suasuapara vem do termo tupi suasua'para, "veado curvo", numa referência aos seus chifres curvos. Em guarani também é conhecido por gwazú-tí ou guasu ti, principalmente no sul do Brasil, norte da Argentina e Paraguai. Na Argentina também é conhecido por yoam-shezée em puelche.

## Taxonomia e evolução
O veado-campeiro foi descrito por Carolus Linnaeus, em 1758, inicialmente no gênero Cervus. O gênero Ozotoceros só foi descrito em 1891, por Florentino Ameghino. Atualmente monotípica, a espécie também já foi incluída no gênero Odocoileus, mas desde 1987 está classificada no gênero Ozotocerus.
O veado-campeiro faz parte da subfamília Odocoileinae, que abrange os cervídeos do Novo Mundo. Esses cervídeos evoluíram em espécies que vivem em ambientes florestais, como os dos gêneros Mazama e Pudu, e os que vivem em ambientes abertos, que incluem o veado-campeiro e o cervo-do-pantanal.
Ele provavelmente surgiu durante o Pleistoceno, havendo registros fósseis desse período no Brasil e no Uruguai, e do Holoceno, na Argentina. Tais fósseis do Quaternário foram descritos como Cervus pampaeus por Auguste Bravard em 1857, mas esse nome foi considerado sinônimo do veado-campeiro desde 1943, por Ángel Cabrera.
Estudos moleculares corroboram o monofiletismo do gênero e o colocam como grupo-irmão do cervo-andino-do-norte (Hippocamelus antisensis). Entretanto, dados de morfometria do crânio colocam o veado-campeiro como mais próximo do cervo-do-pantanal (Blastocerus dichotomus). Já foi sugerido também que o veado-campeiro, juntamente com o cervo-do-pantanal, formavam um clado com o gênero Odocoileus, do qual faz parte o cariacu ou veado-galheiro (Odocoileus virginianus). Entretanto, o veado-campeiro e o cervo-do-pantanal compartilham sinapomorfias com os gêneros Mazama e Pudu, excluindo o veado-galheiro.
São reconhecidas cinco subespécies do veado-campeiro:
- O. b. arerunguayensis Gonzalez et al, 2002: noroeste do Uruguai, Departamento de Salto;
- O. b. bezoarticus Linnaeus, 1758: centro-oeste do Brasil, até a bacia do rio São Francisco e o Rio Grande do Sul;
- O. b. celer Cabrera, 1943: pampas na Argentina, desde a costa do Oceano Atlântico até os Andes;
- O. b. leucogaster Goldfuss, 1817: sudoeste do Brasil, no sul do Mato Grosso do Sul, sudeste da Bolívia e Paraguai;
- O. b. uruguayenses Gonzalez et al, 2002: leste do Uruguai, Departamento de Rocha.

## Distribuição geográfica e habitat

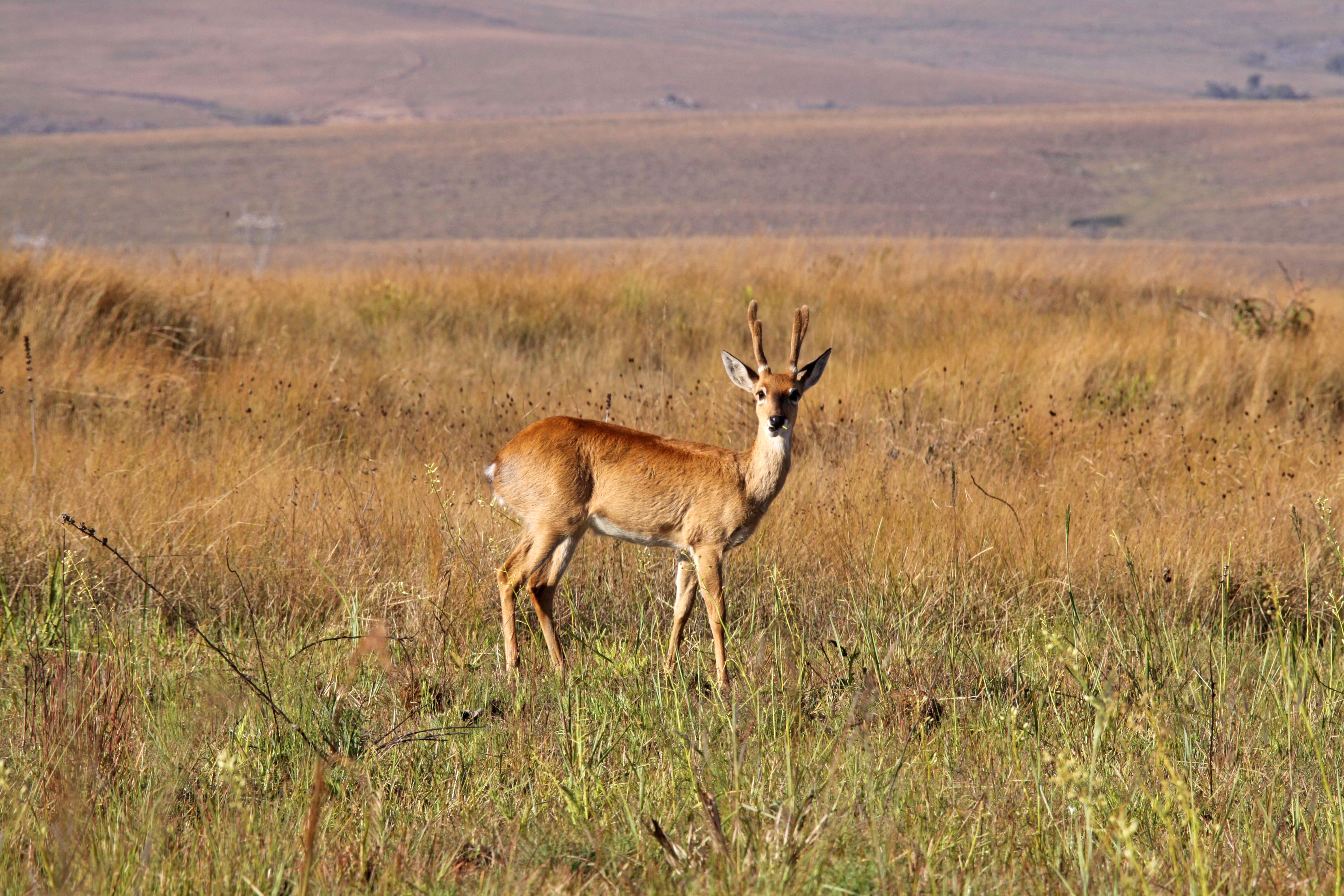
O veado-campeiro habita áreas abertas do centro da América do Sul, como o Cerrado

O veado-campeiro já foi uma espécie amplamente distribuída na América do Sul, ocorrendo em descampados entre as latitudes 5º e 41º S, sendo o ungulado dominante nestas áreas antes da chegada dos rebanhos domésticos no Brasil, Bolívia, Paraguai, Argentina e Uruguai. Há um registro na ilha de Marajó, sem confirmação se era um indivíduo introduzido. Atualmente, as populações estão isoladas geograficamente e reduzidas, com estimativas de que até 98% da distribuição geográfica original foi reduzida. Tolera temperaturas tão baixas quanto -15º C e tão altas quanto 42º C.
É a única espécie de cervídeo do Brasil encontrada exclusivamente em áreas abertas, com área de distribuição no Cerrado e nos Pampas. No Uruguai e no sul do Brasil já foi avistado em plantações.
Plantios de Pinus e Eucalyptus são habitáveis pelo veado-campeiro apenas nos primeiros anos de crescimento dessas árvores. No Pantanal, embora possa ser encontrado em áreas alagáveis, ao contrário do observado com o cervo-do-pantanal (Blastoceros dichotomus), ele prefere as regiões centrais desse bioma, onde predominam ambientes típicos de savanas.
No Pantanal a espécie ainda é relativamente abundante e ocorre em inúmeras áreas do Cerrado. Mas fora desses domínios as populações são relictuais, sendo conhecidas apenas pequenas populações no Paraná, Santa Catarina e Rio Grande do Sul. No estado de São Paulo há registro recente (último datando de 1998) apenas na Estação Ecológica de Santa Bárbara.
Na Argentina, já ocorreu em toda a região dos Pampas, no Chaco e na região da Mesopotâmia argentina. Atualmente apenas quatro populações são conhecidas, em Buenos Aires (Baía de Samborombón), Corrientes, Santa Fé e San Luis.
Na Bolívia, pequenas populações devem existir no Parque Nacional de Noel Kempff Mercado e apesar de já ter sido amplamente distribuído no leste do Paraguai, não existem avistamentos no país desde 1995, mas ainda pode existir nas savanas do Departamento de Concepción e no Cerrado de Laguna Blanca, no Departamento de San Pedro.
No Uruguai, a espécie está restrita a duas propriedades particulares: El Tapado no noroeste do país (Departamento de Salto) e Los Ajos, no leste (Departamento de Rocha).

## Descrição
O veado-campeiro é um cervídeo de porte médio e de aspecto esguio, com pouco dimorfismo sexual no tamanho: os machos medem entre 90 e 120 centímetros de comprimento e entre 65 e 70 centímetros à altura da cernelha, enquanto as fêmeas têm entre 85 e 90 centímetros e entre 60 e 65 centímetros respectivamente. Em média, os machos são entre 15 e 20% mais pesados que as fêmeas: eles pesam em média entre 24 e 34 quilos (máximo de 40 quilos) e elas pesam entre 22 e 29 quilos.

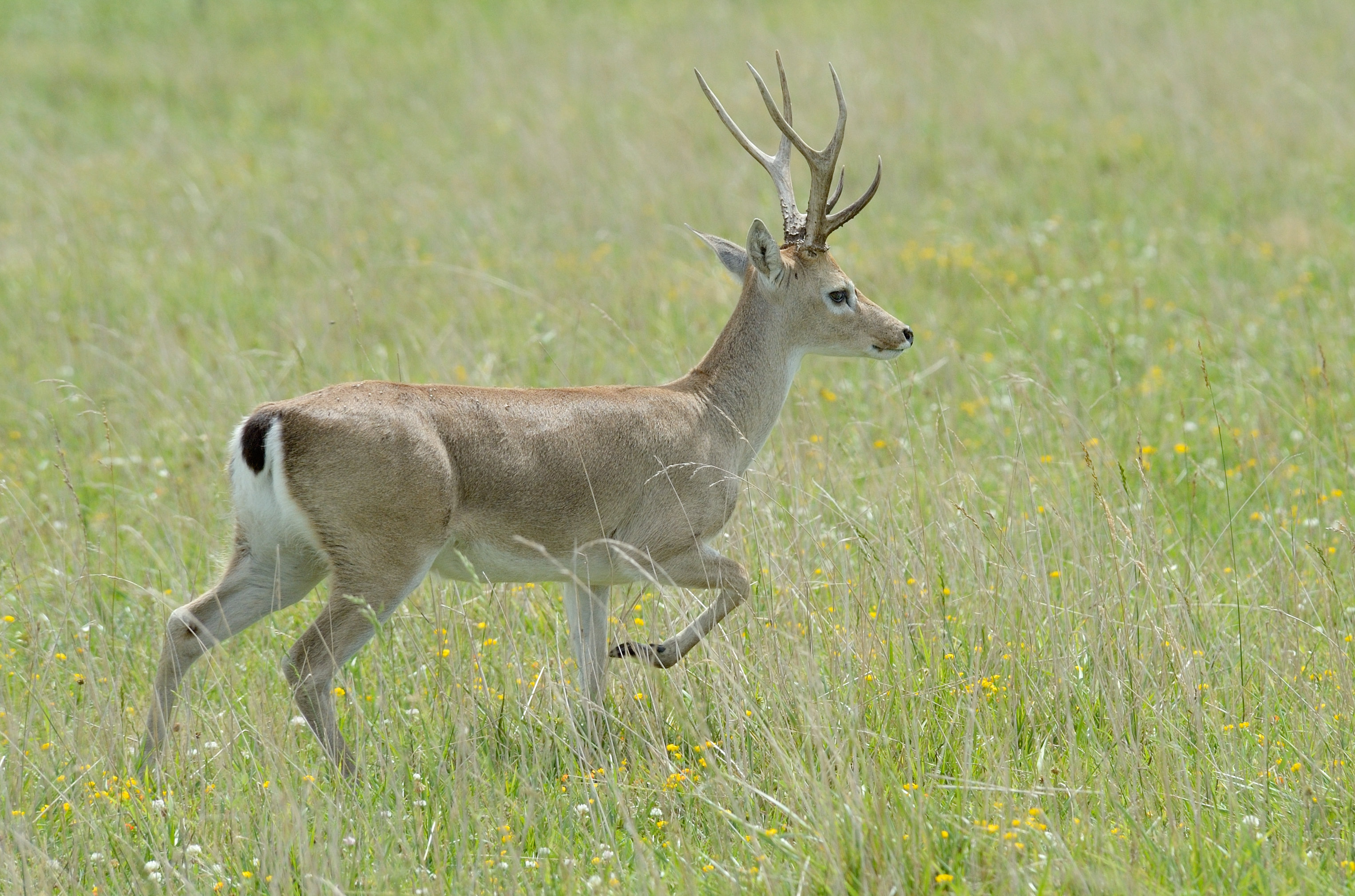
Os machos apresentam chifres com três pontas

A coloração varia geograficamente, caracterizando as subespécies: vai do marrom-avermelhado pálido na subespécie do norte (O. b. bezoarticus), marrom-alaranjado (O. b. leucogaster) e castanho na subespécie mais austral (O. b. celer). Manchas brancas estão presentes ao redor dos olhos, lábios, peito, tufos tarsais, parte interna da traseira e embaixo da cauda. As fêmeas apresentam manchas brancas na testa, na mesma posição em que emergem os chifres dos machos. Os filhotes apresentam pelagem com pintas brancas até os três meses de idade, mas um pouco mais avermelhada. Já foram reportados indivíduos completamente brancos.

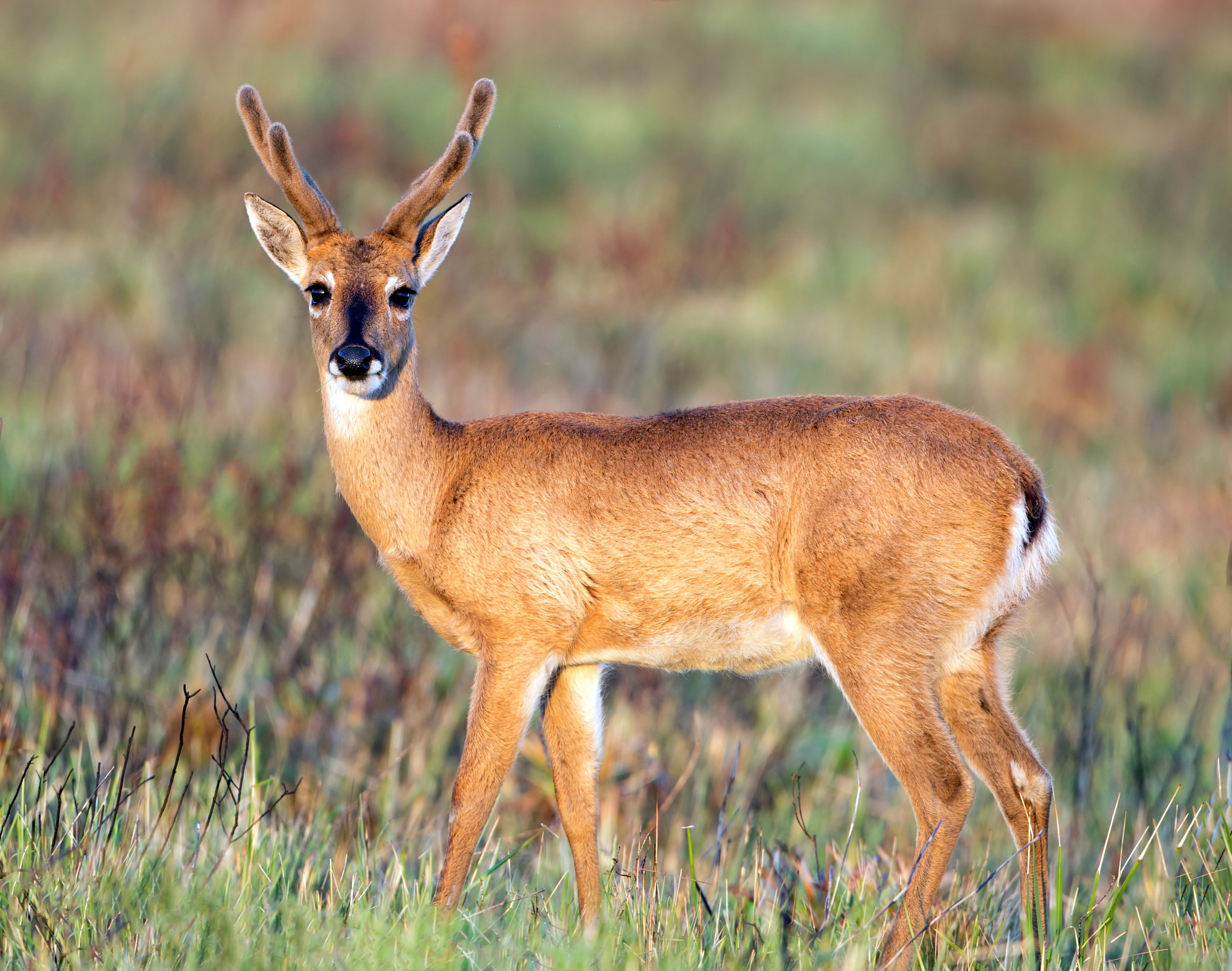
O veludo permanece nos chifres por até 45 dias

Somente os machos têm chifres, que medem até 30 centímetros de comprimento e geralmente têm três pontas, com uma ponta próxima à base e uma forquilha no ramo terminal. É comum alguns indivíduos terem mais ramos. Acredita-se que o fotoperíodo não seja muito importante no ciclo do crescimento do chifre, ao contrário do que se observa nas espécies de cervídeos de clima temperado. Os fatores climáticos, como o regime de chuvas, são mais importantes para definição do ciclo. No veado-campeiro, a queda e o crescimento do chifre se dão em baixas concentrações de testosterona, ao passo que a queda do veludo que recobre os chifres se dá em altas concentrações. Este veludo, por sua vez, persiste entre 30 e 45 dias, quando cai e expõe o osso do chifre.
A fórmula dentária é {\displaystyle {\tfrac {0.0.3.3}{3.1.3.3}}\times 2=32} e os caninos superiores aparecem ocasionalmente, sendo mais observados nos machos. O crânio, por sua vez, é muito semelhante ao do cervo-do-pantanal (Blastocerus dichotomus), diferenciando-se pelo menor tamanho e pelo formato das órbitas, que possuem disposição mais medial e superior. O cervo-do-pantanal possui órbitas mais laterais e inferiores, tornando sua visão mais completa quando em direção ao solo, provavelmente uma adaptação aos deslocamentos em área inundadas, não observada no veado-campeiro.
Como um ruminante, o veado-campeiro possui os mesmo compartimentos estomacais encontrados em outros cervídeos: rúmen, barrete, omaso e abomaso. Apesar de compartilhar tal adaptação dos ruminantes, seu sistema digestório é menos eficiente em digerir a celulose, o que se observa em ruminantes de seu porte, não sendo um pastador típico.
Assim como outros cervídeos, possui a glândula pré-orbital e também outras glândulas de cheiro distribuídas nas regiões nasal, orbital, interdigital, tarsais e metatarsais, que exalam um cheiro forte e característico (lembrando alho), que pode ser sentido a grande distância.
O veado-campeiro possui 68 cromossomos, sendo um par de metacêntricos e o restante de acrocêntricos. Estudos moleculares mostram alta diversidade genética e corroboram a validade das subespécies descritas atualmente.

## Ecologia e comportamento
São animais majoritariamente diurnos, pouco sociáveis, vivendo em grupos pequenos e fluidos, dificilmente excedendo 5 ou 6 indivíduos. Associações de até 50 indivíduos foram observadas quando vários grupos pastavam em um mesmo lugar. Machos e fêmeas podem se associar durante o ano todo. Esse tamanho diminuto de grupo contrasta com a ideia de que cervídeos de áreas abertas passam a formar grandes grupos. É provável que isso ocorra com o veado-campeiro devido à instabilidade dos grupos sociais e baixa densidade da espécie atualmente. Machos sub-adultos podem ser observados formando grupos quando estão com os chifres crescendo, mas grupos mistos são observados com frequência, apesar de a maior parte dos machos adultos serem avistados sozinhos. Esses machos adultos são avistados com outros machos sub-adultos ou com fêmeas. Essa dinâmica de formação de grupos é provavelmente mais influenciada pela distribuição e disponibilidade de alimento.
A área de vida é extremamente variável, sendo de 5 a 170 quilômetros quadrados, e em média é maior do que a observada para cervídeos da América do Norte. Embora tenha sido observado um macho com até 148 quilômetros quadrados de área de vida no Parque Nacional das Emas, no Distrito Federal, o máximo observado foi de 9,9 quilômetros quadrados, diferença que deve refletir a quantidade de alimentos. De fato, essa área de Cerrado é que a apresentou as maiores áreas de vida, sendo que no Uruguai foram observadas as menores áreas (0,12 a 0,52 quilômetro quadrado). Os machos (variando, em média, de 0,249 a 175 quilômetros quadrados) apresentam maiores áreas de vida que as fêmeas (variando, em média, de 0,181 a 168 quilômetros quadrados), e as áreas de vida se sobrepõem. Por dia, deslocam-se entre 0,7 e 3,4 quilos por dia, baseando-se em dados obtidos no Cerrado do Distrito Federal.

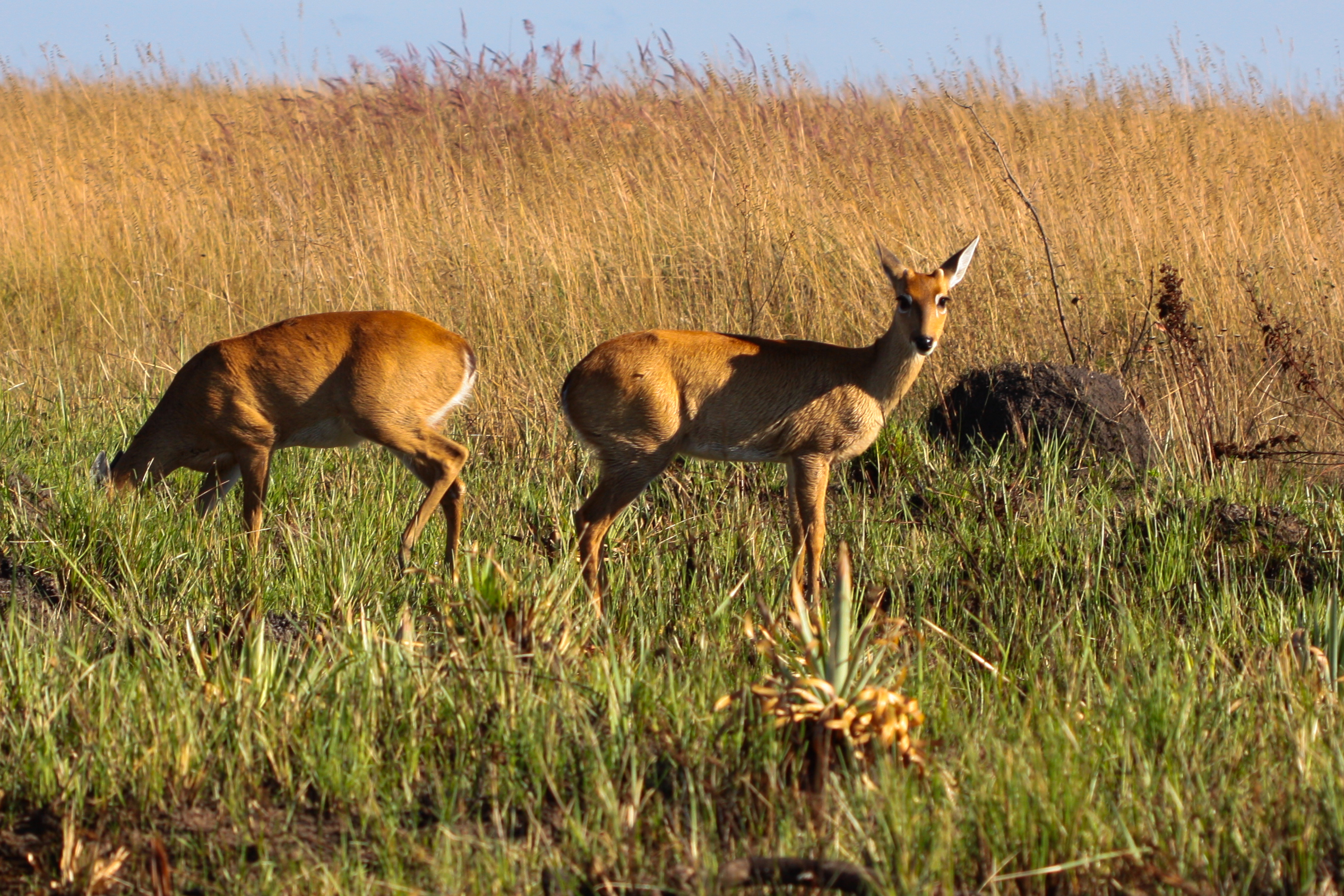
O veado-campeiro é um pastador-podador

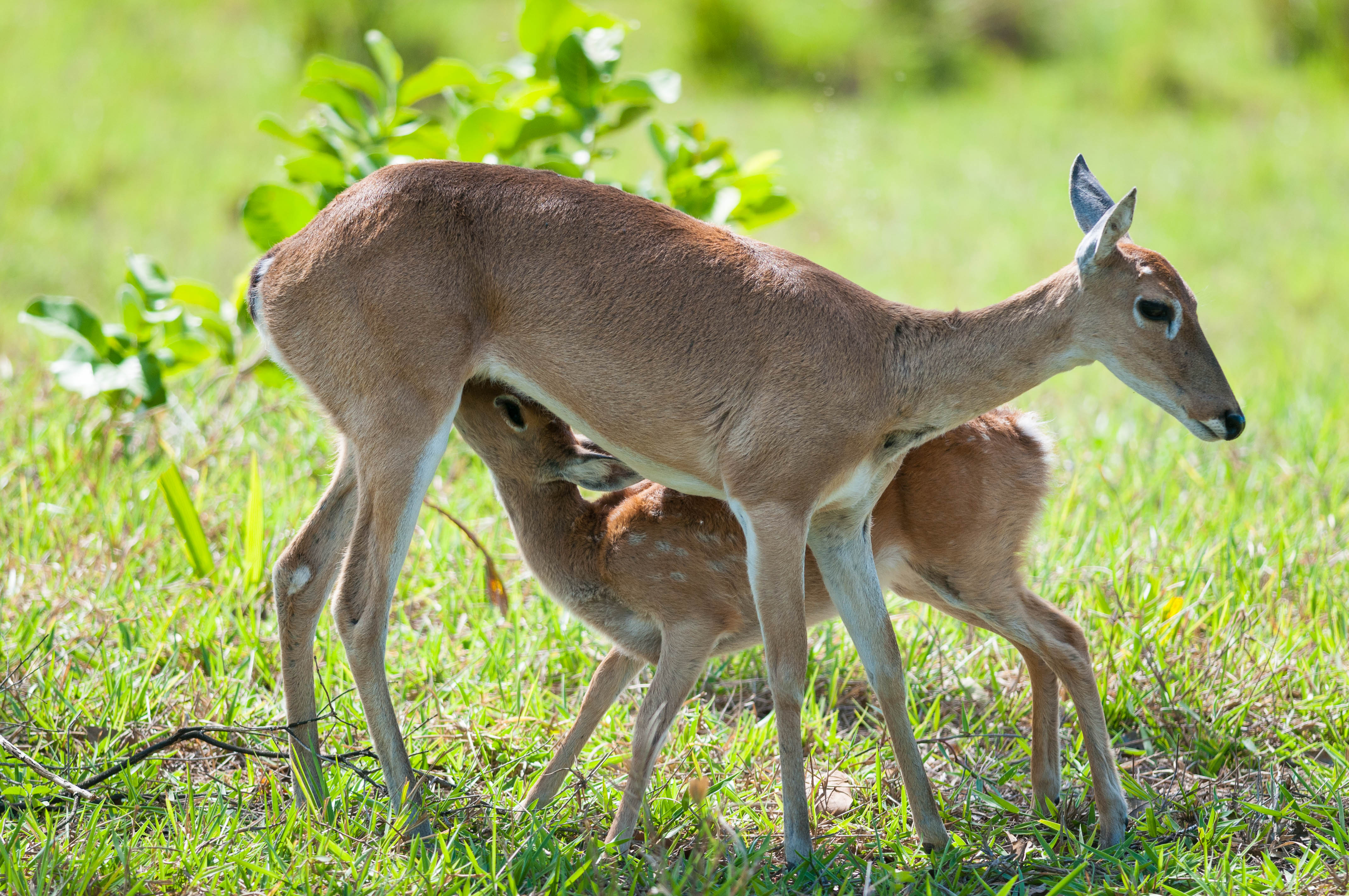
A fêmea amamenta o filhote até os 4 meses de idade

O veado-campeiro é animal exclusivamente herbívoro, e apesar de se alimentar de praticamente qualquer espécie vegetal, pode ser animal seletivo nos itens que ingere, preferindo folhas jovens, gomos e flores. Por não ingerir somente gramíneas, é considerado um pastador-podador, apresentando hábitos de forrageamento oportunistas, como a maior parte dos cervídeos. Sendo assim, a dieta do veado-campeiro varia geograficamente, indo desde majoritariamente podador no Cerrado, pastador-podador no Pantanal, até exclusivamente pastador nos Pampas. Isso vem sendo corroborado por vários estudos ecológicos: no Cerrado do Parque Nacional das Emas, o veado-campeiro se alimenta de muitas espécies vegetais e de diferentes partes destas plantas, podendo ingerir até 78 partes diferentes, entre 55 espécies nativas e 7 de cultivos agrícolas, enquanto que nos Pampas da Argentina foi constatado que se alimenta preferencialmente de gramíneas C3. Isso provavelmente se deve ao fato de as espécies de gramíneas do Cerrado terem menor digestibilidade, o que compromete a nutrição de um ruminante de pequeno porte como o veado-campeiro, com altas demandas energéticas. Plantas cultivadas podem ser regularmente ingeridas pelo veado-campeiro, refletindo sua adaptabilidade a ambientes agrícolas: há registro de consumo de milho (Zea mays), sorgo (Sorghum spp.), azevém (Lolium multiflorum), soja (Glycine max), aveia (Avena sativa) e cevada (Hordeum vulgare).
Já foi relatado comensalismo com a ema (Rhea americana) em Goiás e no Uruguai e com a curicaca (Theristicus caudatus) no Paraná. Seus principais predadores são a onça-pintada (Panthera onca) e a onça-parda (Puma concolor), mas o graxaim-do-campo (Lycalopex gymnocercus), a jaguatirica (Leopardus pardalis) e javalis ferais (Sus scrofa) podem matar os filhotes. Os javalis têm uma relação negativa com o veado-campeiro, impactando na densidade dessa espécie de cervídeo. Além disso, o lobo-guará (Chrysocyon brachiurus) e a sucuri (Eunectes murinus) também são potenciais predadores.
As fêmeas são poliéstricas, cada ciclo dura cerca de 21 dias e a gestação dura em torno de 7 meses, dando à luz um filhote por vez. Os nascimentos podem ocorrer durante o ano todo, mas, dependendo da região, eles podem se concentrar em determinado período do ano: no Uruguai e Argentina eles se concentram entre setembro e novembro, e no Brasil central entre agosto e novembro. Outro estudo aponta para uma relação direta entre nascimentos e disponibilidade de comida. No começo da gestação, as fêmeas continuam realizando suas atividades normais, até o momento em que o ventre passa a crescer, a partir do quarto ou quinto mês, quando passam a ter um comportamento mais recluso.
Não existe estação de acasalamento definida para os machos, apesar de terem um ciclo para o crescimento dos chifres bem definido, e estudos mostram indivíduos com boa qualidade de sêmen mesmo quando sem chifres, ou quando eles ainda estão recobertos pelo veludo. Para as fêmeas, foi reportado que o estro se concentra entre fevereiro e maio. Durante o estro das fêmeas, o macho dominante a persegue e a afasta do resto do grupo, ocorrendo o acasalamento. O período de proceptividade é curto, provavelmente menos do que as 9 horas usuais para os cervídeos, e a receptividade dura menos de 10 minutos, não aceitando mais do que 3 penetrações. Mesmo assim, comportamentos proceptivos são frequentes antes da cópula. O macho dominante também demarca território durante o acasalamento, esfregando as patas dianteiras e os chifres em arbustos e no solo, e às vezes defecando no local. Mesmo com essa marcação de território, ainda podem ocorrer disputas. Fêmeas, por não terem chifres, utilizam as patas dianteiras em movimento de pedalagem em encontros agonísticos.
Os filhotes nascem com 2 quilos de peso e passam a andar após 30 a 60 minutos do parto. Após 2 ou 3 semanas já estão correndo e passam a pastar com 4 semanas de idade. As fêmeas os deixam sozinhos para se alimentarem, voltando em intervalos frequentes para amamentação. São desmamados com 4 meses de idade, quando as fêmeas podem entrar no estro novamente. Alcançam a maturidade sexual com 14 meses de idade, e os machos já estão aptos a procriar com 12 meses, mas só se reproduzem efetivamente após essa idade.

## Conservação

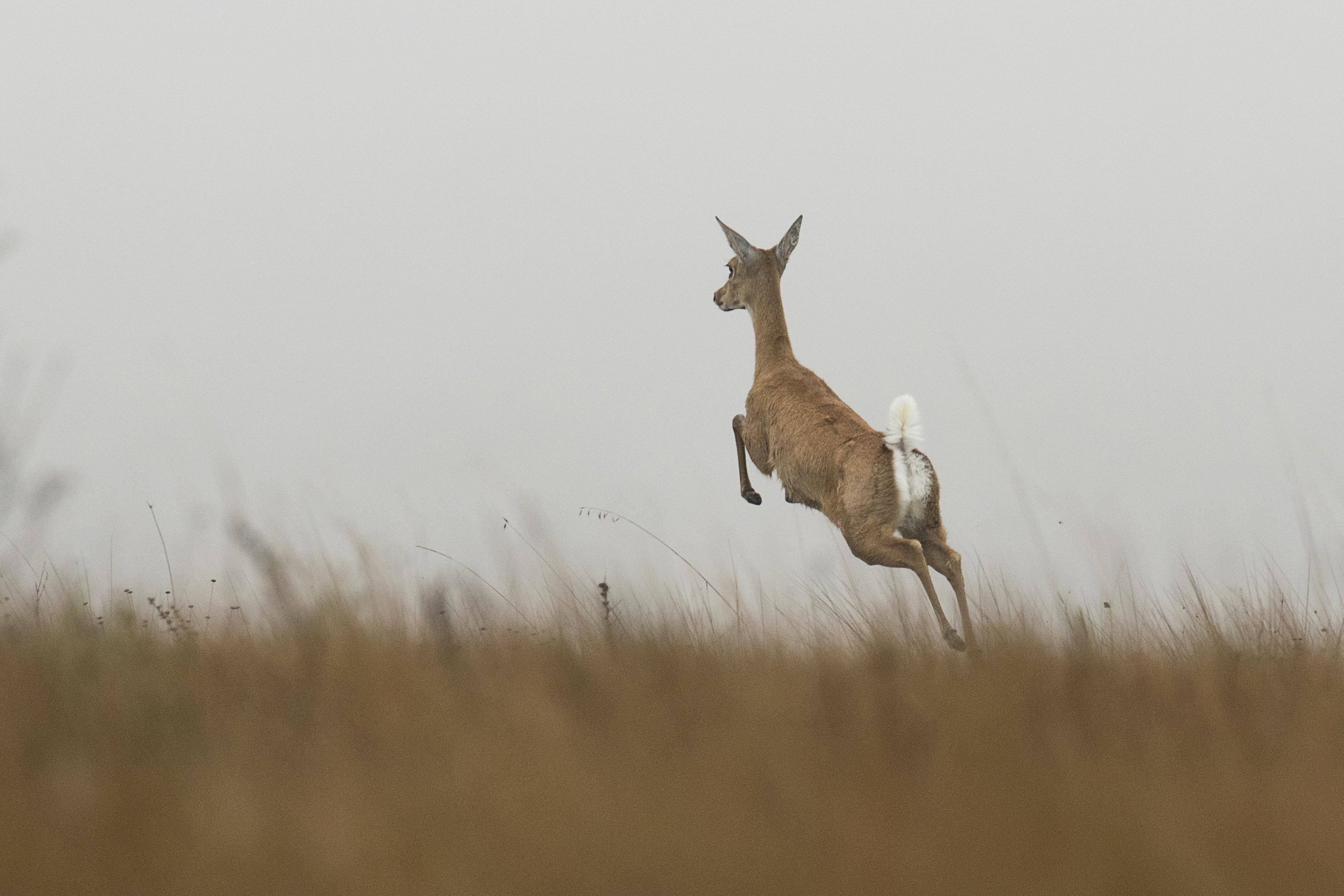
A caça é uma atividade que ameaça as populações de veado-campeiro

A União Internacional para a Conservação da Natureza (UICN) não classifica o veado-campeiro como uma espécie ameaçada, embora considere que ela possa estar futuramente, incluindo-a na categoria quase ameaçada. A Convenção sobre o Comércio Internacional das Espécies da Fauna e da Flora Silvestres Ameaçadas de Extinção (CITES) a considera como ameaçada de extinção e a inclui no apêndice I, proibindo o comércio da espécie exceto com autorização de órgão especializado.
A espécie já foi abundante nas áreas descampadas da América do Sul até o começo do século XIX, quando passou a ser intensivamente caçada. Atualmente, as populações ocorrem de forma fragmentada, muitas delas em número bastante reduzido. Estudos moleculares apontam que a espécie devia ocorrer aos milhões, um número muito maior do que o observado hoje em dia.
Apesar de a UICN não a considerar em nenhuma categoria de ameaça, o Instituto Chico Mendes de Conservação da Biodiversidade (ICMBio) e o Ministério do Meio Ambiente (MMA) consideram duas subespécies (O. b. bezoarticus e O. b. leucogaster) na categoria vulnerável. A subespécie O. b. leucogaster ocorre no Pantanal e foi considerada como vulnerável pela possibilidade de decréscimo populacional no futuro. Já a subespécie que ocorre no Cerrado, O. b. bezoarticus, foi categorizada como vulnerável devido à redução populacional passada e à possibilidade de reduzir mais ainda no futuro, além de as populações atuais serem muito reduzidas. Regionalmente ela pode estar muito mais ameaçada, sendo listada como criticamente em perigo em quatro estados: Rio Grande do Sul, Paraná, São Paulo e Minas Gerais. Em Santa Catarina foi avaliada como espécie vulnerável baseado em um estudo de redução histórica recente em sua distribuição. As estimativas populacionais para o Brasil indicam que áreas protegidas na parte nordeste do Cerrado podem sustentar até 10 600 indivíduos e, no Pantanal, entre 20 000 e 40 000, números muito maiores do que qualquer outra população conhecida. Outros dados populacionais apontam para a existência de 101 a 130 indivíduos no Distrito Federal, entre 1 000 e 1 300 no Parque Nacional das Emas e uma pequena população de 74 indivíduos no Paraná.

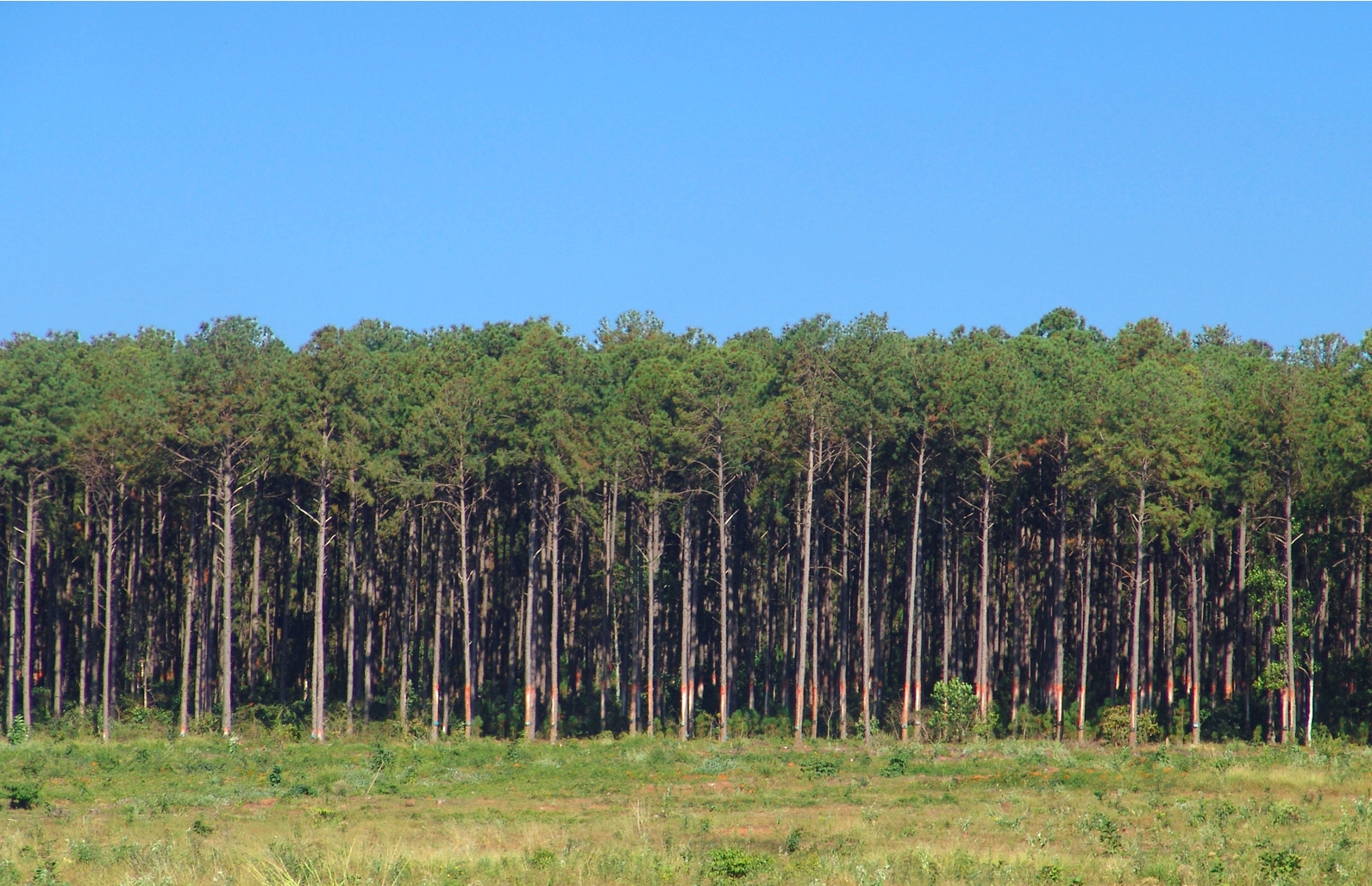
Plantações de Eucalyptus e Pinus representam uma das maiores ameaças ao habitat do veado-campeiro

Na Argentina, a subespécie O. b. celer é avaliada como em perigo e as duas subespécies do Uruguai (O. b. arerunguaensis e O. b. uruguaienses) são avaliadas como criticamente em perigo. A espécie, nesses países, foi considerada Monumento Natural, o que confere proteção legal a ela. As populações nestes países são muito reduzidas, com apenas 1 100 animais vivendo no Uruguai (800 em El Tapado e 300 em Los Ajos) e entre 1 200 e 1 400 na Argentina (distribuídos em quatro populações). No Paraguai, o veado-campeiro também está avaliado como em perigo, apesar de existirem pouquíssimos registros da espécie desde 1995, e na Bolívia, como espécie vulnerável, embora só haja registro do veado-campeiro no Parque Nacional Noel Kempff Mercado. De forma geral, as populações localizadas no Cone Sul estão mais ameaçadas principalmente por haver poucas unidades de conservação e pelo intenso uso da terra para pecuária. Na região Central, o veado-campeiro está em melhor situação devido à prioridade que se tem dado na conservação do Pantanal e do Cerrado, apesar de não estarem livres da agropecuária.
Em cativeiro, a criação do veado-campeiro é difícil, e atualmente não existe número significativo de animais vivendo em zoológicos, o que dificulta trabalhos de reintrodução. Já foi tentada a reprodução da espécie no Zoológico de Berlim e de São Diego, mas atualmente essas populações em cativeiro não existem mais, assim como um programa de translocação e reintrodução da espécie da Baía de Samborombón para a fazenda La Corona, na Argentina. Esse último programa obteve sucesso inicialmente na década de 1970 (com um máximo de 43 indivíduos), mas a população foi extinta na década de 1990, devido a doenças advindas de animais domésticos. O Uruguai, atualmente, possui a maior população cativa da espécie (com cerca de 95 animais), a maior parte deles no Zoológico de Piriápolis. Não existe veado-campeiro em cativeiro no Brasil, apesar de já ter havido animais no Zoológico de São Paulo e no de Sorocaba na década de 1980.

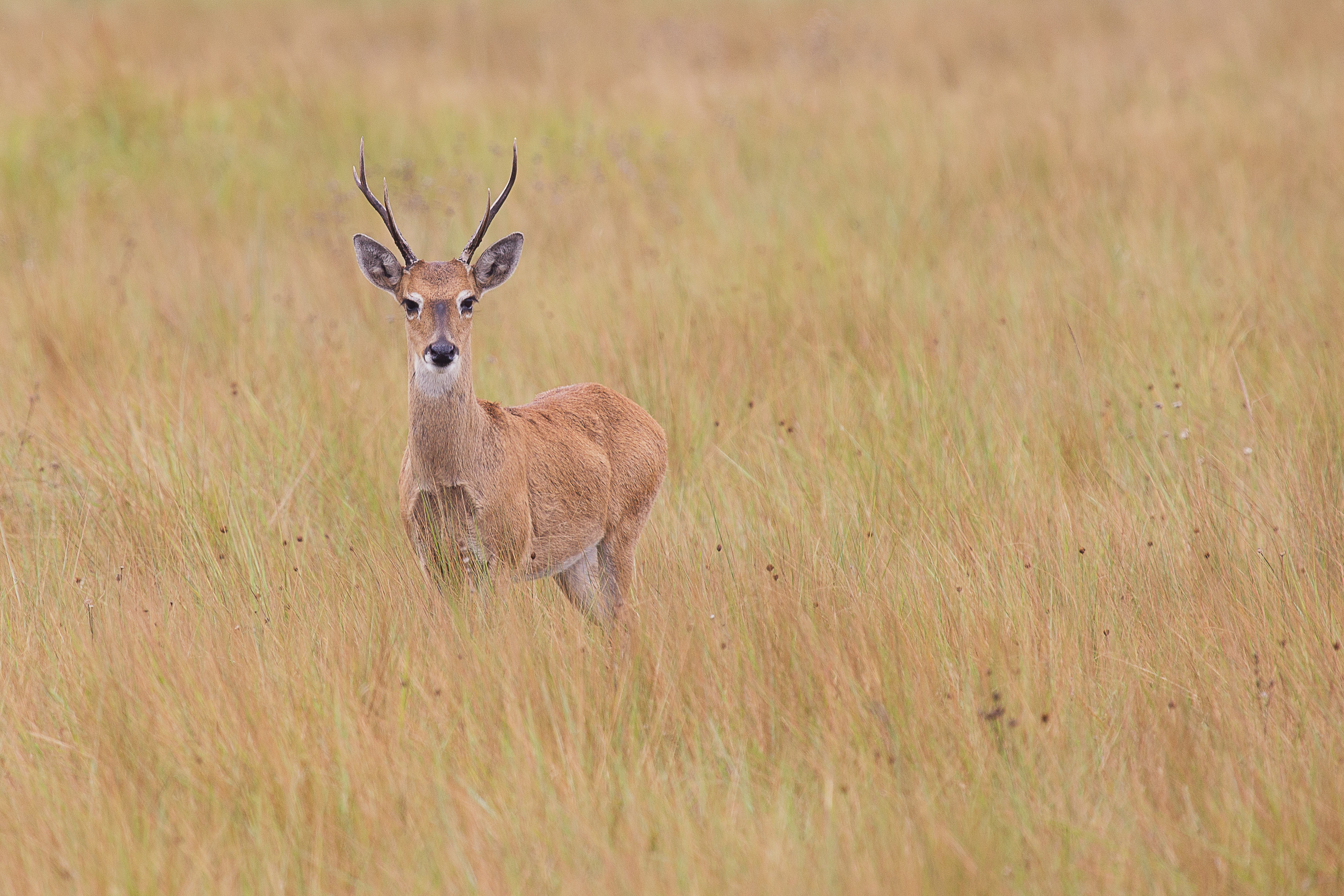
O Cerrado e o Pantanal são as regiões com as maiores populações do veado-campeiro

Infere-se que as populações estão declinando por conta da perda de habitat, que girou em torno de 25% nos últimos dez anos. A conversão de campos naturais em plantações para a agricultura e pastagens para a pecuária são a maior ameaça, apesar de a espécie tolerar modificações feitas pelo homem. Muitos estudos apoiam a ação da fragmentação de habitat, e existe correlação entre porcentagem de pastagens e campos de cultivo e a densidade do veado-campeiro. Entretanto, existem autores que consideram que as pastagens possam favorecer as populações do veado. A presença de pastagens artificiais limita a densidade desse cervídeo devido à presença dos ungulados domésticos, que podem competir pela alimentação e transmitir doenças, como orbiviroses (principalmente a língua azul e a doença epizoótica hemorrágica,que também afetam animais em cativeiro). Interessantemente, rebanhos de ovinos afetam mais negativamente as populações de veado-campeiro do que os rebanhos de bovinos, que frequentemente são tolerados. Além disso, a presença de pastagens de bovinos é menos prejudicial que a conversão de campos naturais em plantações de Pinus e Eucalyptus, que não são ambientes favoráveis a esse cervídeo.
A caça furtiva e a predação por cães é um problema para as populações, que muitas vezes encontram-se restritas a fragmentos de habitat cercados por paisagens antrópicas. A caça é um fator particularmente importante, pois é uma das poucas espécies de cervídeos do Brasil que apresenta hábitos diurnos e habita áreas descampadas, facilitando a ação de caçadores. Além disso, ela é relativamente mansa, com poucas populações apresentando hábitos mais arredios. Esse tipo de comportamento facilita a aproximação de qualquer pessoa, incluindo caçadores. Embora a espécie tenha sido caçada tradicionalmente como fonte de carne, os machos também são caçados devido à beleza dos chifres, servindo como troféu.

## Leitura complementar
- Duarte, J. M. B.; González, S., eds. (2010). Neotropical Cervidology: Biology and Medicine of Latin American Deer. Jaboticabal, Brasil: FUNEP. 393 páginas. ISBN 978-85-7805-046-7

- Wilson, D.E.; Mittermeier, R.A., ed. (2011). Handbook of the Mammals of the World - Volume 2:Hoofed Mammals. Barcelona: Lynx Edicions. 886 páginas. ISBN 978-84-96553-77-4

- Duarte, J. M. B.; Reis, M. L., eds. (2012). Plano de Ação Nacional para a Conservação dos Cervídeos Ameaçados de Extinção (PDF). Brasília: Instituto Chico Mendes de Conservação da Biodiversidade. 128 páginas. ISBN 978-85-61842-40-6